# Schwellbrunn
Schwellbrunn est une commune suisse du canton d'Appenzell Rhodes-Extérieures.

## Géographie

Vue aérienne de 500 m par Walter Mittelholzer (1920)

La commune de Schwellbrunn occupe une superficie de 17,4 km2. Lors du relevé de 2013-2018, les surfaces d'habitations et d'infrastructures représentaient 5,9 % de sa superficie, les surfaces agricoles 59,6 %, les surfaces boisées 33,8 % et les surfaces improductives 0,5 %.
La commune se situe dans le canton d'Appenzell Rhodes-Extérieures, dans l'ancien district d'Hinterland. Les habitations sont disposées en village-rue, le plus haut du canton (966 m), situé sur l'arête étroite d'une colline, entouré de nombreuses fermes isolées.

## Histoire
Des fermes isolées sont citées entre le Xe et le XIIIe siècle. Faisant partie de la rhode et de la paroisse de Herisau, Schwellbrunn passe à la Réforme en 1529. Le village se forme du XVIIe sièclee au début du XIXe siècle le long de la route menant de Saint-Gall au Toggenbourg, après la construction de l'église près du domaine de Schwellbrunn et la séparation politique d'avec Hérisau en 1648. La nouvelle commune est divisée en une fraction (Schar) du haut et une du bas, chacune nommant en alternance le président de la commune. Comme la population a augmenté presque uniquement dans le village, cette règle est abandonnée en 1818. Cette division subsiste dans le nom des deux sociétés de lecture, qui jusqu'à la fin du XXe siècle sont, avec la société d'agriculture et celle des arts et métiers, les principaux piliers de la vie associative politique et culturelle de Schwellbrunn.
Au XIXe siècle, la pratique du chant est un élément caractéristique de la culture locale. La fondation d'une section de l'Union démocratique chrétienne (UDC), dans les années 1990, renforce l'importance des partis locaux (PRD et UDC). La population, en majorité paysanne, profite de l'essor de l'industrie textile dans le dernier tiers du XVIIIe siècle (quelques habitants acquèrent un certain statut dans l'industrie cotonnière). La production de beurre, fromage et miel, ainsi que l'exportation de charbon de bois constituaient les principales autres ressources. En 1789, les habitants tentent de s'opposer au nouveau tracé de la route Hérisau-Toggenbourg par Waldstatt, qui laisse le village à l'écart, marquant ainsi le début de son déclin économique et démographique. Une fabrique de broderie est créée en 1871. Schwellbrunn devient une station de cure d'air dès 1880. Le tissage et la broderie, jusque là principales sources de revenu, disparaissent presque complètement dans les années 1930. Le caractère agricole de Schwellbrunn s'affirme alors (élevage et économie laitière, plus grande exposition de bétail du canton). Schwellbrunn possède des remontées mécaniques depuis 1970. La tranquillité de l'endroit a attiré de nouveaux habitants dans le dernier quart du XXe siècle, mais cette évolution semble avoir cessé depuis. Resté pour l'essentiel intact, le village est classé parmi les sites d'importance nationale.

## Démographie

### Évolution de la population
Schwellbrunn compte 1 561 habitants au 31 décembre 2022 pour une densité de population de 90 hab/km2. Sur la période 2010-2019, sa population a augmenté de 4,3 % (canton : 4,6 % ; Suisse : 9,4 %).  

### Pyramide des âges
En 2020, le taux de personnes de moins de 30 ans s'élève à 36 %, au-dessus de la valeur cantonale (31,1 %). Le taux de personnes de plus de 60 ans est quant à lui de 25,7 %, alors qu'il est de 27,5 % au niveau cantonal.
La même année, la commune compte 790 hommes pour 760 femmes, soit un taux de 51 % d'hommes, supérieur à celui du canton (50,4 %).
| Hommes | Classe d’âge | Femmes |
| ------ | ------------ | ------ |
| 0,1    | 90 ans ou +  | 1,1    |
| 6,5    | 75 à 89 ans  | 8,2    |
| 18,7   | 60 à 74 ans  | 16,7   |
| 18,4   | 45 à 59 ans  | 19,1   |
| 19,0   | 30 à 44 ans  | 20,5   |
| 16,6   | 15 à 29 ans  | 14,5   |
| 20,8   | - de 14 ans  | 20,0   |

| Hommes | Classe d’âge | Femmes |
| ------ | ------------ | ------ |
| 0,6    | 90 ans ou +  | 1,5    |
| 7,5    | 75 à 89 ans  | 9,2    |
| 18,0   | 60 à 74 ans  | 18,1   |
| 22,2   | 45 à 59 ans  | 22,2   |
| 19,5   | 30 à 44 ans  | 19,2   |
| 16,3   | 15 à 29 ans  | 14,6   |
| 16,0   | - de 14 ans  | 15,2   |

## Culture et patrimoine

### Patrimoine bâti
Schwellbrunn est un village-rue typique qui a su préserver pour une bonne part sa physionomie d'origine avec ses maisons de bois à pignons du XVIIe-XVIIIe s.
- L'église réformée a été construite en 1648 puis prolongée vers l'ouest en 1877-78. Son clocher a été remanié par Hans Ulrich Grubenmann en 1763[7].
- La Maison bourgeoise (N°14) a été construite au XVIIe-XVIIIe s. avec adjonctions sur le côté nord-est datant de 1790. Son entrée de style néo-classique est de 1843[8].
- La Maison du fabricant (N°72) a été édifiée en 1797. Sa construction est en madriers avec portail en grès en forme d'anse de panier. Au-dessus, corniche à crossettes et pignon en forme de carène[8].
- La Maison Vorder Au (N°487) a été construite en 1737. Cette maison paysanne est en partie lambrissée et en partie recouverte de bardeaux. Le revêtement de panneaux qui forment balustrade et ais de planches ornementales à tous les étages constitue une exception architecturale dans le canton[8].

### Inventaires et associations
Depuis 2006, le village est inscrit à l'Inventaire fédéral des sites construits d’importance nationale à protéger en Suisse (ISOS).
Le village est membre depuis 2018 de l'association Les plus beaux villages de Suisse,.